# Shaista Ikramullah
Begum Shaista Suhrawardy Ikramullah (Calcuta, 22 de julio de 1915 - Karachi, 11 de diciembre de 2000) fue una política bengalí pakistaní, diplomática y escritora. Fue una de las pocas mujeres musulmanas que tomó parte activa en el Movimiento Pakistaní. Fue la primera mujer representante de la Asamblea Constituyente de Pakistán (1947). Educada en Calcuta y en Londres, fue la primera mujer musulmana en lograr un doctorado de la Universidad de Londres, en 1940. Formó parte de la delegación de las Naciones Unidas que trabajó en la Declaración Universal de los Derechos Humanos (1948). De 1964 a 1967 fue embajadora de Pakistán en Marruecos.

## Biografía
Ikramullah nació como Shaista Akhtar Banu Suhrawardy. Su madre era la nieta de  Nawab Abdul Latif  y su padre era Hassan Suhrawardy, un eminente cirujano y político, de pensamiento liberal, que animó a su hija a estudiar.
Estudió en la Universidad Loreto en Calcuta En 1940 se convirtió en la primera mujer musulmana que logró un doctorado en la Universidad de Londres. Su tesis de doctorado llevaba el título de Desarrollo de la novela y cuentos Urdu, especializada en literatura Urdu.

### Carrera política
Después de casarse fue una de las primeras mujeres musulmanas de la India de su generación que abandonaron la tradición purdah. Muhammad Ali Jinnah, político y fundador de Pakistán, le animó para que se implicara en la política. Fue dirigente de la Federación de Estudiantes de Mujeres Musulmanas y participó en el Subcomité de mujeres musulmanas en la federación del Estudiante de Mujeres musulmán y el subcomité de mujeres de la Liga Musulmana.
En 1945 el gobierno de la India le ofreció hacerse cargo de la conferencia Pacific Relations. Jinnah la convenció para que no aceptara la oferta y que fuera en representación de la Liga Musulmana y hablar en su nombre.
Fue elegida en 1946 para formar parte de la Asamblea Constituyente de la India pero nunca ocupó su escaño ya que la Liga Musulmana lo rechazó. Un año después, en 1947, fue una de dos mujeres que formaron parte de la primera Asamblea Constituyente de Pakistán.
También fue delegada en las Naciones Unidas , trabajó en la Declaración Universal de los Derechos Humanos (1948) y en la Convención para la Prevención y la Sanción del Delito de Genocidio (1951).
Fue embajadora de Pakistán en Marruecos de 1964 a 1967.
Murió el 11 de diciembre de 2000, en Karachi, a los 85 años. En 2002 el gobierno Pakistaní le otorgó póstumamente el premio civil más importante, Nishan-i-Imtiaz.

## Vida personal
En 1933 se casó con el político Mohammed Ikramullah, quien ocupó el cargo de Ministro de Exteriores tras la independencia de Pakistán. Tuvieron cuatro hijos.

## Publicaciones
Escribió para Tehzeeb-e-Niswan y Ismat, ambas revistas de mujeres en urdu, y más tarde escribió para diarios de lengua inglesa. En 1950 publicó una colección de cuentos, llamada Koshish-e-Natamaam. En 1951 publicó el libro "Cartas a Neena; una colección de diez cartas abiertas presuntamente escritas a los indios, personificadas en una mujer a la que llamó Neena.  Después de la Partición de India, escribió sobre Islam para el gobierno, y sus ensayos fueron finalmente publicados como Beyond the Veil (1953). Su autobiografía, De Purdah al Parlamento (1963), es su libro más conocido.